# 掛田崇寛
掛田 崇寛（かけだ たかひろ）は、日本の看護師、保健師、看護学者、保健学者（基礎看護学・疼痛看護学）。学位は博士（保健学）（2011年、山口大学にて取得）。

## 経歴・人物

### 生い立ち
川崎医療福祉大学に進学し、医療福祉学部の保健看護学科にて学んだ。1999年3月、川崎医療福祉大学を卒業した。それにともない、学士（保健看護学）の学位を取得した。同年4月、国立がんセンター（国立がん研究センターの前身）に採用され、国立がんセンター東病院（国立がん研究センター東病院の前身）の看護部に配属された。2003年3月、国立がんセンター東病院の看護部を退職した。その後、岡山大学の大学院に進学し、保健学研究科にて学んだ。2005年3月、岡山大学における大学院の博士前期課程を修了した。それにともない、修士（看護学）の学位を取得した。

### 研究者として
大学院の博士前期課程修了後、2005年4月より山口大学に勤務することになり、医学部の助手に就任した。医学部においては、主として保健学科の看護学専攻の職務を担当した。学校教育法の改正にともない、2007年4月より、山口大学の大学院にて医学系研究科の助教に就任した。医学系研究科においては、主として保健学系学域の講義を担当した。同年9月、母校である川崎医療福祉大学に転じ、医療福祉学部にて講師に就任した。医療福祉学部においては、主として保健看護学科の講義を担当した。その間、並行して古巣である山口大学の大学院に在籍し、医学系研究科の保健学専攻にて学んだ。2011年3月、山口大学における大学院の博士後期課程を修了した。それにともない、博士（保健学）の学位を取得した。論文名は「甘味刺激は痛覚-情動系神経活動を抑止してヒト成人における急性痛を緩和する (Sweet stimulus reduces acute pain in human adults via prevention of neuronal activation in sensory-limbic systems)」。翌年4月には、川崎医療福祉大学にて医療福祉学部の准教授に昇任した。なお、医療福祉学部においては、引き続き保健看護学科の講義を担当した。2013年4月には、保健看護学科の副学科長に就任した。また、川崎医療福祉大学の大学院においては、医療福祉学研究科の指導教員補佐を兼務した。医療福祉学研究科においては、主として保健看護学専攻の講義を担当した。2015年4月、静岡県立大学に転じ、看護学部の教授に就任した。看護学部においては、主として看護学科の講義を担当した。また、静岡県立大学の大学院においては、看護学研究科の講義を担当した。看護学研究科においては、主として看護学専攻の講義を担当した。2016年3月31日、静岡県立大学の看護学部の教授を退任した。

### 研究
専門は看護学や保健学だが、特に基礎看護学や疼痛看護学といった分野の研究に取り組んでいる。具体的には、疼痛に対処するために鎮痛ケアの技法の開発に取り組むとともに、患者の情動という側面から疼痛の管理を試みるなど、患者の感じる「痛み」と看護に纏わるさまざまな研究に従事している。また、それに関する専門書なども執筆している。これらの研究業績により、日本疼痛学会学術集会優秀演題、日本看護研究学会奨学研究表彰、山口大学大学院医学系研究科奨励賞、日本私立看護系大学協会看護学研究奨励賞、といった各賞が授与されている。なお、看護師や保健師の資格も持つ。
学術団体としては、日本看護科学学会、日本看護研究学会、日本看護技術学会、日本疼痛学会、シグマシータタウ国際名誉看護学会、日本家族看護学会などに所属している。日本看護科学学会では代議員を務め、日本看護研究学会では評議員や査読委員を務め、日本疼痛看護研究会では代表世話人に就任するなど、各団体の役職を歴任した。

### エピソード
大学生時代は、硬式野球で汗を流した。

### 略歴
- 1999年 - 川崎医療福祉大学医療福祉学部卒業。
- 1999年 - 国立がんセンター東病院入職。
- 1999年 - 国立がんセンター東病院看護部配属。
- 2003年 - 国立がんセンター東病院退職。
- 2005年 - 岡山大学大学院保健学研究科博士前期課程修了。
- 2005年 - 山口大学医学部助手。
- 2007年 - 山口大学大学院医学系研究科助教。
- 2007年 - 川崎医療福祉大学医療福祉学部講師。
- 2011年 - 山口大学大学院医学系研究科博士後期課程修了。
- 2012年 - 川崎医療福祉大学医療福祉学部准教授。
- 2013年 - 川崎医療福祉大学医療福祉学部保健看護学科副学科長。
- 2015年 - 静岡県立大学看護学部教授。
- 2015年 - 静岡県立大学大学院看護学研究科教授。

## 受賞等
- 2007年 - 日本疼痛学会学術集会優秀演題。
- 2009年 - 日本看護研究学会奨学研究表彰。
- 2011年 - 山口大学大学院医学系研究科奨励賞。
- 2011年 - 日本私立看護系大学協会看護学研究奨励賞。

## 書籍

### 共著
- 深井喜代子・佐伯由香・福田博之編『新・看護生理学テキスト――看護技術の根拠と臨床への応用』南江堂、2008年。ISBN 9784524247035
- 新見明子・塚原貴子編『基礎看護学』3版、ふくろう出版、2010年。ISBN 9784861864216
- 新見明子編『根拠がわかる疾患別看護過程――病態生理と実践がみえる関連図と事例展開』南江堂、2010年。ISBN 9784524243655
- 寺田喜平監修、中西啓子・津島ひろ江編集『看護学生・新人のための看護ケアに活かす感染対策入門ガイド』診断と治療社、2013年。ISBN 9784787820570
- 百田武司・森山美知子編集『エビデンスに基づく脳神経看護ケア関連図』2版、中央法規出版、2014年。ISBN 9784805839089
- 深井喜代子編集『ケア技術のエビデンス』3巻、へるす出版、2015年。ISBN 9784892698545

### 共訳
- ナンシー・バーンズ・スーザン・K・グローブ著、黒田裕子ほか監訳『バーンズ&グローブ看護研究入門』エルゼビア・ジャパン、2007年。ISBN 9784860348601